# Pablo Bengoechea
Pablo Bengoechea (Rivera, 27 februari 1965) is een voormalig  profvoetballer uit Uruguay. Als aanvallende middenvelder speelde hij clubvoetbal in onder meer Uruguay, Spanje en Argentinië. Bengoechea beëindigde zijn actieve carrière in 2003 bij Peñarol, en stapte daarna het trainersvak in. Van 4 maart tot 18 december 2014 was hij bondscoach van Peru.

## Interlandcarrière
Bengoechea speelde in totaal 43 officiële interlands (zes doelpunten) voor zijn vaderland Uruguay in de periode 1986-1997. Hij maakte zijn debuut voor de nationale ploeg op 2 februari 1986 in de vriendschappelijke wedstrijd tegen Canada (3-1). Hij viel in dat duel in voor doelpuntenmaker José Luis Zalazar. Hij nam eenmaal deel aan de WK-eindronde (1990) en won met zijn vaderland tweemaal de strijd om de Copa América: 1987 en 1995.

## Erelijst
Peñarol
- Uruguayaans landskampioen

1993, 1994, 1995, 1996, 1997, 1999, 2003
 Uruguay
- Copa América

1987, 1995

## Trainerscarrière
Op 4 maart 2014 werd Bengoechea aangesteld als bondscoach van Peru, waar hij zijn landgenoot Sergio Markarián opvolgde. Op 18 december 2014 trad hij terug. Op zijn beurt werd Bengoechea op 2 maart 2015 opgevolgd door de Argentijn Ricardo Gareca.
| Interlands Peru onder leiding van Pablo Bengoechea | Interlands Peru onder leiding van Pablo Bengoechea | Interlands Peru onder leiding van Pablo Bengoechea | Interlands Peru onder leiding van Pablo Bengoechea | Interlands Peru onder leiding van Pablo Bengoechea | Interlands Peru onder leiding van Pablo Bengoechea |
| №                                                  | Datum                                              | Wedstrijd                                          | Uitslag                                            | Competitie                                         |                                                    |
| -------------------------------------------------- | -------------------------------------------------- | -------------------------------------------------- | -------------------------------------------------- | -------------------------------------------------- | -------------------------------------------------- |
| 1                                                  | 30.05.2014                                         | Engeland − Peru                                    | 3 − 0                                              | Vriendschappelijk                                  |                                                    |
| 2                                                  | 03.06.2014                                         | Zwitserland − Peru                                 | 2 − 0                                              | Vriendschappelijk                                  |                                                    |
| 3                                                  | 06.08.2014                                         | Peru − Panama                                      | 3 − 0                                              | Vriendschappelijk                                  |                                                    |
| 4                                                  | 04.09.2014                                         | Irak − Peru                                        | 0 − 2                                              | Vriendschappelijk                                  |                                                    |
| 5                                                  | 09.09.2014                                         | Qatar − Peru                                       | 0 − 2                                              | Vriendschappelijk                                  |                                                    |
| 6                                                  | 10.10.2014                                         | Chili − Peru                                       | 3 − 0                                              | Vriendschappelijk                                  |                                                    |
| 7                                                  | 14.10.2014                                         | Peru − Guatemala                                   | 1 − 0                                              | Vriendschappelijk                                  |                                                    |
| 8                                                  | 14.11.2014                                         | Paraguay − Peru                                    | 2 − 1                                              | Vriendschappelijk                                  |                                                    |
| 9                                                  | 18.11.2014                                         | Peru − Paraguay                                    | 2 − 1                                              | Vriendschappelijk                                  |                                                    |